# Bécasse de Nouvelle-Guinée
Scolopax rosenbergii
Espèce
Statut de conservation UICN

 LC  : Préoccupation mineure
La Bécasse de Nouvelle-Guinée (Scolopax rosenbergii) est une espèce d’oiseaux appartenant à la famille des Scolopacidae.